# Francisco Javier Errázuriz Larraín
Francisco Javier Errázuriz Larraín (Aranaz, Navarra, España; 3 de febrero de 1711-Santiago de Chile, 8 de septiembre de 1767) fue un comerciante, hacendado, político, alcalde y regidor perpetuo de Santiago.
Es el tronco de una de las más importantes familias coloniales de Santiago a la que se debieron muchos adelantos políticos y sociales.

## Origen
Nacido en Aranaz el 3 de febrero de 1711, Navarra. Hijo de Lorenzo de Errázuriz y Vergara y de Micaela de Larraín y Córdova ambos de Navarra.

## Llegada al reino de Chile
Los orígenes de la familia Errázuriz en Chile se remontan a la inmigración navarra del siglo XVIII. Paso a las indias en 1733, llegando al reino de Chile en 1735.
Este joven navarro, Francisco Javier Errázuriz Larraín, llegó atraído por las posibilidades de integrarse a los negocios de su tío Santiago Larraín. Así, ayudado por una vasta red familiar de tíos y primos por la rama Larraín, pudo incursionar en negocios mercantiles, consolidándose como mercader, estableciéndose en Santiago de Chile. En 1738 Errázuriz había entrado de lleno en el campo del trabajo en este país. La prueba de esto es su testamento de ese año al partir de viaje a Lima.
En Santiago de Chile, obtuvo los cargos de confianza de la corona española y estos fueron alcalde y regidor perpetuo.

## Familia
Contrajo matrimonio en la iglesia catedral en 1739 con María Loreto de Madariaga, hija del Oficial Tesorero de las Reales Cajas del Reino de Chile, Francisco de Madariaga y Aris Arrieta. Los hijos del matrimonio Errázuriz Madariaga, fueron seis mujeres y cuatro hombres. El mayor de ellos, fue Francisco Javier (1744); seguían María del Carmen (1745), José Antonio (1747), Francisca (1748), María (1749), María Dolores (1750), Domingo (1754), Santiago (1755), Rosa (1756) y María Loreto (1760). 
Dos de las mujeres fallecieron niñas (María Dolores y María Loreto), otras dos fueron monjas (Francisca y Rosa). Sólo María del Carmen contrajo matrimonio con el corregidor Luis Manuel Zañartu, con el cual tuvo dos hijas las cuales fueron encerradas por su padre en el Monasterio del Carmen Bajo de San Rafael, que fundó expresamente para este fin.
Loreto de Madariaga era hermana del canónico Madariaga, que tuvo destacada actuación en la naciente república de Venezuela. Dice la historia que cuando el gobernador Vicente Emparan reunió a los vecinos para pedirles su apoyo al rey de España, fue el canónico Madariaga el primero en dar el grito de libertad que llevara a Venezuela a obtener su independencia.

### Descendencia
Respecto de la varonía, José Antonio y Domingo fueron sacerdotes y Santiago contrajo matrimonio sin dejar descendencia. De esta primera generación, sólo el primogénito Francisco Javier de Errázuriz Madariaga, comerciante y hacendado como su padre, continuó con el linaje familiar, de donde surgió la familia Errázuriz Aldunate, al desposarse con Rosa Martínez de Aldunate, hija de importante funcionario de la Corona y de una de las más notables familias de Santiago.